# Gaius Caecina Largus (Konsul 42)
Gaius Caecina Largus (* in Volaterrae; † 54 bis 56) war ein römischer Politiker und Senator.
Largus entstammte einer patrizischen Familie aus Volaterrae. Als Freund des Kaisers Claudius bekleidete Largus mit diesem zusammen im Jahr 42 das ordentliche Konsulat. Largus begleitete Claudius von Ostia nach Rom, um Messalina wegen eines von ihr geplanten Mordanschlags gegen Claudius zu bestrafen. Largus war seit 38 auch Mitglied des Priesterkollegiums der Arvalbrüder.
Largus’ Haus lag auf dem Palatin; vor ihm hatte es u. a. Marcus Aemilius Scaurus dem Jüngeren gehört. Plinius der Ältere berichtet in seiner Naturgeschichte, dass er in seiner Jugend im Haus des Largus gewesen sei, wo sie über das Alter der dort üppig wachsenden Zürgelbäume sprachen, deren Äste weithin Schatten warfen.
Largus überlebte Claudius († 54), starb aber wahrscheinlich vor 57, da er in diesem Jahr nicht mehr unter den Arvalbrüdern genannt wird.